# Ciência observacional
Uma ciência observacional é uma ciência na qual não é possível construir experimentos controlados na área em estudo. Por exemplo, em astronomia, não é possível criar ou manipular-se estrelas ou galáxias de maneira a observar o que ocorre. Outros exemplos de ciências necessariamente observacionais incluem geologia, paleontologia, epidemiologia, e muitas das ciências sociais.
Em epidemiologia e estatística um estudo observacional faz inferências sobre o possível efeito de um tratamento em um grupo de indivíduos, onde a alocação dos indivíduos em um grupo em comparação com um grupo pré-selecionado está além do controle do pesquisador. Isto é, contrasta com experiências, tais como ensaios clínicos aleatórios, em que cada sujeito é aleatoriamente designado para um grupo a ser tratado.
A atribuição de tratamentos pode estar além do controle do investigador por várias razões:
O investigador pode simplesmente não ter a influência necessária. Suponha que um cientista quer estudar os efeitos de uma proibição - na saúde pública, em toda uma comunidade - de fumar em espaços públicos fechados. Em um experimento randômico o investigador teria que escolher aleatoriamente um conjunto de comunidades para estar no grupo de tratamento. No entanto, cabe a cada comunidade e/ou poder legislativo aprovar uma proibição de exercer o ato de fumar em locais fechados. Não se pode esperar que o pesquisador tenha poder político para fazer com que precisamente essas comunidades no grupo de tratamento escolhidos aleatoriamente exijam a proibição de fumar. Em um estudo observacional, o investigador normalmente começa com um grupo de tratamento constituído por aquelas comunidades onde a proibição de fumar já está em vigor.
Um experimento randomizado pode ser impraticável. Suponhamos que um quer estudar a ligação suspeita entre um determinado medicamento e um grupo muito raro de sintomas que surgem como efeito colateral. Deixando de lado quaisquer considerações éticas, um experimento randomizado seria impraticável devido à raridade do efeito. Um estudo observacional normalmente se inicia com um grupo de indivíduos sintomáticos e trabalhar para trás para encontrar aqueles que receberam a medicação e, posteriormente, desenvolveu os sintomas. Assim, um subconjunto do grupo tratado foi determinada com base na presença de sintomas, em vez de por a atribuição aleatória.
Em todos esses casos, se um experimento randomizado não pode ser levada a risca, a linha de investigação alternativa sofre do problema de que a decisão de quais os indivíduos receberam o tratamento não é totalmente aleatória e, portanto, é uma fonte de potencial de polarização. Um grande desafio na realização de estudos observacionais é fazer inferências que são aceitavelmente livresde influências por vieses evidentes, bem como avaliar a influência de potenciais vieses ocultos.
Em vez de controle experimental, a estatística possui das mais variadas técnicas que permitem a aproximação do controle experimental com controle estatístico, que representa as influências de fatores observados que podem influenciar uma relação de causa e efeito. Em cuidados de saúde e as ciências sociais , os investigadores podem utilizar correspondência para comparar unidades que não randômicamente receberam o tratamento e controle.

## Grau de utilidade e confiabilidade
Embora estudos observacionais não possam ser usados como fontes confiáveis para fazer declarações de fatos sobre a "segurança, eficácia ou efetividade" de uma prática, ainda pode ser útil para algumas outras coisas:
Ele pode:
1) fornecer informações sobre "mundo real, utilização e prática"
2) detectar os sinais sobre os benefícios e os riscos do uso [das práticas] na população em geral;
3) ajudar a formular hipóteses a serem testadas em experimentos posteriores
4) fornecer parte dos dados a nível da comunidade necessárias para projetar ensaios clínicos pragmáticos mais informativas;
5) informar a prática clínica.

## Discussões
Em todos esses casos, se um experimento randomizado não pode ser levado a cabo, a linha de investigação alternativa sofre do problema de que a decisão de quais os indivíduos receberam o tratamento não é totalmente aleatória e, portanto, existe uma tendência. Um grande desafio na realização de estudos observacionais é fazer inferências que são aceitavelmente livres de influências por vieses evidentes, bem como avaliar a influência de potenciais vieses escondidos.
Um observador de um experimento sem controle (ou processo) registra potenciais fatores e a saída dos dados: o objetivo é determinar os efeitos dos fatores. Às vezes os fatores registrados podem não estar causando, diretamente, a diferença nos resultados. Pode haver fatores mais importantes que não foram registrados, mas que são, de fato, o que está causando a diferença. Além disso, registrados ou não os fatores podem estar correlacionados o que pode produzir conclusões incorretas. Finalmente, a medida que o número de fatores registrados aumenta a possibilidade de que pelo menos um dos elementos registrados será altamente correlacionado com a saída dos dados, simplesmente pela probabilidade.
Ao invés de controle experimental, as técnicas estatísticas multivariadas permitem a aproximação de controle experimental com controle estatístico - que representa as influências de fatores observados que podem influenciar uma relação de causa e efeito. Na área da saúde e das ciências sociais, os investigadores podem usar combinação para comparar unidades que receberam o tratamento e controle. Uma abordagem comum é a utilização de escores de propensão, a fim de reduzir a confusão.
Em 2007, uma quantidade significável de pesquisadores médicos emitiram uma declaração para que fossem relatados os estudos observacionais em epidemiologia - Strengthening the reporting of observational studies in epidemiology (em inglês) (STROBE), no qual eles chamaram de estudos observacionais em conformidade com 22 critérios que fariam suas conclusões mais fáceis de entender e generalizar.